# Гигиеническое нормирование
Гигиенические нормирование (СССР) - разработка показателей состояния окружающей среды, при соблюдении которых их ежедневное (кроме выходных) воздействие (на рабочем месте) в течение 8 часов (или другой, но не более 41 часа/неделя) в течение всего трудового стажа не возникнет заболеваний или отклонений в состоянии здоровья работника, обнаруживаемых современными методами исследований как в период работы, так и в отдаленные сроки жизни настоящего и последующих поколений; а (в населённых пунктах) не окажут прямого и/или косвенного вредного действия на людей, их потомство и условия жизни.. Для рабочих мест такими нормативами могут быть предельно допустимые концентрации вредных веществ в воздухе рабочей зоны (среднесменная ПДКрз, максимально разовая ПДК мр, средняя концентрация за 15 или 30 минут) и предельно допустимые уровни физических факторов (ПДУ, например, среднесменный эквивалентный уровень шума, то есть постоянный или не постоянный шум, у которого суммарная акустическая энергия за смену равна такой же дозе у постоянного за 8-часовую смену шума); а также коэффициент пылевой нагрузки - доза (суммарная масса за весь период трудового стажа) фиброгенной пыли, вдыхаемой работником.
Гигиенические нормативы (США) - в соответствии с Законом об охране труда (1970) уровни воздействия вредных и опасных производственных факторов (TLV - среднессмпенный уровень физического фактора или среднесменная концентрация вредного вещества; STEEL - максимально разовые показатели, средние за небольшой период, например за 15 минут). Эти гигиенические нормативы, выполнение которых в юридическом отношении обязательно для работодателей, устанавливаются Департаментом условий и охраны труда (Минтруда), и его инспектора контролируют их соблюдение. Помимо этого специалисты разных организаций разрабатывают рекомендуемые значения предельно допустимых уровней. Последние, создаваемые без бюрократических ограничений, могут быть многократно меньше ПДУ Департамента, могут охватывать большее число вредных производственных факторов, лучше защищают работников, и используются частью работодателей на добровольной основе. 

## История
Впервые в мире ПДКрз были разработаны и утверждены в СССР в 1922 г., и их соблюдение требовало законодательство (т.е. это не было лишь рекомендацией специалистов). Поскольку после 1 мировой и гражданской войн научный потенциал страны был очень сильно подорван, первые советские ПДК основывались на опубликованных результатах научных исследований, в значительной степени, а иногда и преимущественно немецких и американских. Позднее в СССР уделяли большое внимание изучению влияния вредных веществ на здоровье работников.

## Принципы разработки и критика

### Взгляд из США
В 1960-х СССР посетила делегация американских учёных, специалистов в области профессиональных заболеваний и санитарно-гигиенического нормирования. Причиной визита было необъяснимое значительное отличие величин ПДК для многих вредных веществ, токсические свойства которых были превосходно изучены. Гостей ознакомили условиями труда на некоторых предприятиях в разных городах, они посетили ведущий НИИ в области профзаболеваний (сейчас НИИ медицины труда РАН), и объяснили, как происходит разработка нормативов, надзор за их выполнением, решение вопросов при ухудшении здоровья рабочих. По результатам поездки был опубликован отчёт, где впечатления от полученной информации были выражены так:
1. Для разработки ПДК/ПДУ определяется минимальный уровень вредного фактора, при котором он способен влиять на организм.
2. Эта величина, то есть чисто биологический показатель, устанавливается как предельно допустимая - без какого-то учёта того, насколько работодателю сложно или неудобно её соблюдать на практике.
3. При разработке ПДК, их, преимущественно устанавливают как максимально разовые концентрации, а не средние за всю смену (как обычно в США).
4. При превышении норм принимаются меры по устранению нарушений (вплоть до закрытия предприятий, использующих устаревшую опасную технологию).
5. При выявлении профзаболеваний, в спорных случаях, окончательное решение принимается по результатам экспертизы в НИИ (медицины труда).

Этот подход был назван "чрезмерно идеалистическим" и "не выполнимым на практике" в слишком большой доле случаев.
Получил высокую оценку полный запрет производства и применения ряда особо опасных химических веществ. Отметили, что использование этого опыта в США желательно, но (из-за наличия множества мелких производителей химической продукции) вряд ли достижимо на практике.
Авторы охарактеризовали состояние дел с методами анализа измерений загрязнённости воздуха как крайне неудовлетворительное, и даже воздержались от описания ситуации в этой области. Их удивило не выполнение калибровки измерительного оборудования при замерах (как им сказали, это не требуется, т.к. средства измерений уже откалиброваны изготовителем).
Гостям не рассказывали о использовании труда заключённых во вредных и опасных условиях, с нарушениями санитарных норм и даже без выдачи средств индивидуальной защиты.
По мнению авторов причиной отличий ПДК было то, что при наличии "пограничной области" между явным отсутствием токсического эффекта и его значимым проявлением: в СССР использовали коэффициент безопасности чтобы предотвратить возможное повреждение здоровья рабочих. Величина коэффициента зависела от свойств вещества из-за неопределённости, связанной с точностью измерения концентрации, влиянием факторов окружающей среды, индивидуальной чувствительностью, неопределённостью при использовании результатов исследований на животных применительно к людям, и других обстоятельств. Т.е. тогда исходили из "приоритета медицинских и экологических требований перед технической достижимостью и сиюминутными экономическими критериями".

### Взгляд из СССР
Советские политики и специалисты по профессиональным заболеваниям десятилетиями порой просто издевались над тем, к каким результатам приводит политика так называемого "управления риском" в США. Критика, в сущности, сводилась к следующему:
1. Для одного и того же вредного вещества или вредного физического фактора разные организации, в том числе разные государственные органы одного и того же государства, могут на основании своих подходов устанавливать очень разные значения предельно допустимых показателей - при том, что фактическое действие вредного фактора на организм рабочего не зависит от, например ведомственной принадлежности работника. Например, для двух веществ (2-Метоксиэтанол, CAS 109-86-4, 2·Methoxyethanol; 2-Метоксиэтилацетат, 110-49-6, 2-Methoxyethyl Acetate), их "государственные" среднесменные ПДКрз (установленные Департаментом условий и охраны труда, юридически обязательные для работодателей) ~ 80 мг/м3 и ~ 120 мг/м3 (25 ppm), а разработанные Ассоциацией медицинских специалистов (ACGIH), рекомендуемые для соблюдения (т.е. выполняемые добровольно) - в 250 раз меньше: ~ 0,3 мг/м3 и ~ 0,5 мг/м3 (0,1 ppm)[10][11].
2. Для многих веществ, вредное действие которых давно и хорошо известно, никаких ПДК не разработали вообще. Например, государственные ПДК есть лишь менее чем 600 веществ, "добровольные" (ACGIH) для менее чем 800, а в РФ сейчас есть ПДК для примерно 3,5 тыс. веществ (и ориентировочно безопасные уровни воздействия, т.е. не полностью разработанные ПДК, для примерно 500 веществ)[12].
3. Воздействие вредного фактора, равное 1 ПДУ/ПДК, может привести к необратимому и неизлечимому заболеванию.

### Общая ситуация
Обе стороны в процессе критики недооценивали положительные стороны критикуемой системы охраны и гигиены труда. В США достаточно полноценно регистрировали профессиональные заболевания (как профессиональные), и рабочие часто получал компенсации от работодателей, в то время как в СССР полноценная регистрация профзаболеваний прекратилась с 1936 г. А в СССР очень маленькие значения ПДК/ПДУ, не выполнимые на практике в конкретных ситуациях, были неплохим стимулом совершенствования средств коллективной защиты, так, что не выполнимые требования могли (с течением времени) становится соблюдаемыми на практике.
В других странах или сами разрабатывали критерии, или - не имея возможности проводить трудоёмкие и затратные исследования - принимали критерии, разработанные в США (те, которые считали подходящими) или в СССР. 
Из-за бурного развития химии, и быстрого появления множества новых химических веществ, определение их вредных свойств и полноценная разработка предельно-допустимых концентраций стала представлять значительную проблему. Для её решения было предложено использовать большой объём накопленной информации по уже изученным веществам (для которых имелись ПДК) и, сопоставляя химический состав новых веществ с ними, прогнозировать ПДК для них. Этим способом были получены достаточно точные результаты.

## Классы (подклассы) труда
На начальном этапе разработки критериев, в 1920-х в СССР, специалисты надеялись, что научно-технический прогресс со временем позволит устранить случаи превышения ПДК/ПДУ полностью. Позднее оказалось, что это не так, и что вряд ли стоит ожидать такой перспективы - прогресс не только даёт средства для устранения опасности, но может также создавать новые. Осознав это, и понимая, что при разной степени превышения ПДК/ПДУ опасность не одинакова, в СССР попробовали также разработать показатели опасности для ситуаций, когда соблюдения критериев нет. В 1986 г. был опубликован первый документ с результатами такой работы, и затем новые улучшенные варианты в 1994 г., 1999 г. и 2005 г.
В конечном итоге было введено 4 класса труда, и третий делился на 4 подкласса по степени вредности:
| № | Класс (подкласс)                      | Описание |
| - | ------------------------------------- | --- |
| 1 | Оптимальные условия труда             | Условия, при которых сохраняется здоровье работника и создаются предпосылки для поддержания высокого уровня работоспособности. Установлены для микроклимата и трудовой нагрузки. Для других условно считают условия, когда вредные факторы отсутствуют либо не превышают ПДК/ПДУ для населения. |
| 2 | Допустимые условия труда              | Показатели условий труда не превышают установленных ПДК/ПДУ для рабочих мест, а возможные изменения функционального состояния организма восстанав- ливаются во время регламентированного отдыха или к началу следующей смены и не оказывают неблагоприятного действия в ближайшем и отдаленном периоде на состояние здоровья рабочих и их потомство. |
| 3 | Вредные условия труда                 | Вредные факторы превышают гигиенические нормативы и оказывают неблагоприятное действие на организм работника и/или его потомство. |
| 3 | 3.1                                   | Условия, приводящие к функциональным изменениям, восстанавливающиеся, как правило, при более длительном (чем к началу следующей смены) прерывании контакта с вредными факторами, и увеличивающими риск повреждения здоровья |
| 3 | 3.2                                   | Условия, вызывающие стойкие функциональные изменения, приводящие в большинстве случаев к увеличению профессионально обусловленной заболеваемости (что может проявляться повышением уровня заболеваемости с временной утратой трудоспособности и, в первую очередь, теми болезнями, которые отражают состояние наиболее уязвимых для данных факторов органов и систем), появлению начальных признаков или легких форм профзаболеваний (без потери профессиональной трудоспособности) после длительного воздействия (часто свыше 15 лет) |
| 3 | 3.3                                   | Воздействие вредных факторов приводит к развитию, как правило, профессиональных болезней легкой и средней степеней тяжести (с потерей профессиональной трудоспособности) в периоде трудовой деятельности, росту хронической (профессионально обусловленной) заболеваемости |
| 3 | 3.4                                   | Могут возникать тяжелые формы профессиональных заболеваний (с потерей общей трудоспособности), отмечается значительный рост числа хронических заболеваний и высокие уровни заболеваемости с временной утратой трудоспособности |
| 4 | Опасные (экстремальные) условия труда | Воздействие вредных факторов в течение рабочей смены (или ее части) создает угрозу для жизни, высокий риск развития острых профессиональных поражений, в т. ч. и тяжелых форм. |

А в 2003 г. был принят документ, который, в том числе, связывал условия труда и степень профессионального риска. Он предусматривал применение средств индивидуальной защиты - но лишь тогда, когда практическое применение более надёжных способов защиты оказалось недостаточным, как это рекомендовано специалистами Международной организации труда.

## Примеры классов труда
| Нерастворимая малотоксичная или нетоксичная пыль, аэрозоль преимущественно фиброгенного действия | Нерастворимая малотоксичная или нетоксичная пыль, аэрозоль преимущественно фиброгенного действия                                                                                    | Нерастворимая малотоксичная или нетоксичная пыль, аэрозоль преимущественно фиброгенного действия | Нерастворимая малотоксичная или нетоксичная пыль, аэрозоль преимущественно фиброгенного действия |
| Класс (подкласс) | Концентрация пыли, кратность превышения предельно допустимой среднесменной концентрации, ПДК                                                                                        | Год, документ                                                                                    | Раздел, страницы                                                                                 |
| --- | --- | ------------------------------------------------------------------------------------------------ | ------------------------------------------------------------------------------------------------ |
| 1 оптимальные условия | не установлена | -                                                                                                |                                                                                                  |
| 2 допустимые условия | не более 1 ПДК | 1986 1994 1999 2005                                                                              | Таблицы, с. 3 Таблица 1, с. 10 4.11 Таблицы, т. 4.11.3, с. 17 5.3. таблица 3, с. 13              |
| 3.1 вредные условия | от 1 до 2 ПДК от 1,1 до 2 ПДК от 1,1 до 2 ПДК (высоко- и умеренно фиброгенная пыль) от 1,1 до 3 ПДК (слабофиброгенная пыль)                                                         | 1986 1994 1999 2005                                                                              | Таблицы, с. 3 Таблица 1, с. 10 4.11 Таблицы, т. 4.11.3, с. 17 5.3. таблица 3, с. 13              |
| 3.2 | от 2,1 до 5 ПДК от 2,1 до 5 ПДК от 2,1 до 4 ПДК (высоко- и умеренно фиброгенная пыль) от 3,1 до 6 ПДК (слабофиброгенная пыль)                                                       | 1986 1994 1999 2005                                                                              | Таблицы, с. 3 Таблица 1, с. 10 4.11 Таблицы, т. 4.11.3, с. 17 5.3. таблица 3, с. 13              |
| 3.3 | более 5 ПДК от 5,1 до 10 ПДК от 4,1 до 10 ПДК (высоко- и умеренно фиброгенная пыль) от 6,1 до 10 ПДК (слабофиброгенная пыль)                                                        | 1986 1994 1999 2005                                                                              | Таблицы, с. 3 Таблица 1, с. 10 4.11 Таблицы, т. 4.11.3, с. 17 5.3. таблица 3, с. 13              |
| 3.4 | (подкласс 3.4 в 1986 г. отсутствовал) более 10 ПДК | 1986 1994 1999 2005                                                                              | Таблицы, с. 3 Таблица 1, с. 10 4.11 Таблицы, т. 4.11.3, с. 17 5.3. таблица 3, с. 13              |
| 4 экстремальные условия | более 10 ПДК не установлена | 1994 1999 2005                                                                                   | Таблица 1, с. 10 4.11 Таблицы, т. 4.11.3, с. 17 5.3. таблица 3, с. 13                            |
| В 2005 г. к высоко- и умереннофиброгенной пыли относили те, у которых были небольшие ПДК, до 2 мг/м3, и искусственные волокна. К слабофиброгенной пыли относили искусственные волокна. Экстремальными условиями считали те, при которых возможен взрыв пыли органических веществ, концентрацию свыше 200-400 мг/м3. | |                                                                                                  |                                                                                                  |
| Суммарная доза воздействия пыли за весь период трудового стажа, выраженная как кратность превышения контрольной пылевой нагрузки КПН, раз. Так как риск развития пневмокониоза определяется в первую очередь не средней концентрацией пыли за смену, а общей дозой накопленной пыли, её суммарной массой в лёгких, с 1999 г. стал использоваться дополнительный показатель для учёта защиты работника путём снижения трудового стажа работы в именно запылённых условиях. | |                                                                                                  |                                                                                                  |
| 2, допустимые условия | не более 1 КПН | 1999 2005                                                                                        | 4.11 Таблицы, т. 4.11.3, с. 17 5.3. таблица 3, с. 13                                             |
| 3.1, вредные условия | от 1,1 до 1,5 КПН (сильно фиброгенная пыль и асбест) от 1,1 до 2 КПН (остальная пыль) от 1,1 до 2 КПН (высоко- и умеренно фиброгенная пыль) от 1,1 до 3 КПН (слабофиброгенная пыль) | 1999 2005                                                                                        | 4.11 Таблицы, т. 4.11.3, с. 17 5.3. таблица 3, с. 13                                             |
| 3.2 | от 1,6 до 3 КПН (сильно фиброгенная пыль и асбест) от 2,1 до 5 КПН (остальная пыль) от 2,1 до 4 КПН (высоко- и умеренно фиброгенная пыль) от 3,1 до 6 КПН (слабофиброгенная пыль)   | 1999 2005                                                                                        | 4.11 Таблицы, т. 4.11.3, с. 17 5.3. таблица 3, с. 13                                             |
| 3.3 | от 3,1 до 5 КПН (сильно фиброгенная пыль и асбест) от 5 до 10 КПН (остальная пыль) от 4,1 до 10 КПН (высоко- и умеренно фиброгенная пыль) от 6,1 до 10 КПН (слабофиброгенная пыль)  | 1999 2005                                                                                        | 4.11 Таблицы, т. 4.11.3, с. 17 5.3. таблица 3, с. 13                                             |
| 3.4 | более 5 КПН (сильно фиброгенная пыль и асбест) более 10 КПН (остальная пыль) более 10 КПН                                                                                           | 1999 2005                                                                                        | 4.11 Таблицы, т. 4.11.3, с. 17 5.3. таблица 3, с. 13                                             |
| 4, экстремальные условия | не установлена | 1999, 2005                                                                                       | -                                                                                                |
| Если снизить концентрацию пыли до ПДК не удалось, можно снизить риск развития неизлечимых пневмокониозов за счёт уменьшения дозы пыли, накапливаемой за период работы во вредных условиях - уменьшив этот период. Предлагалось вычислить контрольную пылевую нагрузку КПН как дозу вдыхаемой за 25 лет пыли при её концентрации 1 ПДК: КПН = 25 × число смен в году × концентрация пыли (= 1 ПДК) × объём воздуха, вдыхаемого за смену. Например, для слабофиброгенной пыли (ПДК 10 мг/м3), при III категории работы (вдыхание 10 м3 воздуха за смену) и 250 смен в году КПН = 0,6 кг. Столкнувшись с тем, что после 1991 г. многие работодатели перестали беспокоиться о защите работников от пыли, и видя отсутствие какой-то реакции государство на это, специалисты по профзаболеваниям были вынуждены предложить последнюю меру, "защиту временем". Если шахтёр работает при среднем превышении превышении ПДК в 5 раз, но не весь трудовой стаж, а 1/5 от него, то доза вдыхаемой за стаж пыли снизиться до безопасного уровня. Предполагалось, что всё-таки удастся заставить работодателей хотя бы полноценно предупреждать нанимаемых рабочих об опасности, и ограничивать длительность заключаемого контракта. | |                                                                                                  |                                                                                                  |

## Аналоги классов труда в других странах
Тот факт, что опасность для работника возрастает с ростом воздействия вредных и опасных факторов, стимулировал специалистов из разных стран использовать схожие подходы при разработке санитарно-гигиенического законодательства. Например, в санитарных нормах США (OSHA standards) установлены значения ПДК и ПДУ для токсичных веществ и вредных физических производственных факторов. Эти ограничения установлены не в виде одной величины, а как 2 разных числа (собственно предельный уровень или концентрацию, и меньший "Action level, AL"). Эти два числа (для случая воздействия шума) делят все возможные случаи на три группы:
1. Воздействие ниже AL. Считается, что риск низкий; требования законодательства к работодателю по защите работников не применяются.
2. Воздействие ниже ПДК/ПДУ, но выше AL. Считается, что риск умеренный; работодатель может быть обязан регулярно измерять воздействие вредного фактора, проводить медосмотры рабочих, информировать их об опасности, приобрести за свой счёт СИЗ и выдать их рабочим, научив их правильно использовать.
3. Превышение ПДК/ПДУ. Работодатель обязан установить и использовать средства коллективной защиты и разработать и выполнять организационные мероприятия, уменьшающие действие вредного фактора на рабочих, а также написанное выше (но при более частых замерах вредного воздействия). Если СКЗ и организационные мероприятия снижают вредное воздействие, но так, что оно всё равно превышает ПДК/ПДУ, закон тредбует их использовать и в таком случае (т.к. уменьшение воздействия реально снижает степень опасности, а степень защиты СИЗ - величина случайная, неопределённая, и на практике очень часто крайне малая).\

По сути, использование двух чисел и дифференцирование требований по степени воздействия - крайне упрощённый вариант "классов/подклассов труда" (3 в США и суммарно 7 в СССР/РФ).
Аналогично, в Японии установлены два значения уровней воздействия шума, 90 и 85 дБА, и СИЗ начинают использовать при превышении 85 дБА.
Директива Европейского Союза устанавливает три уровня воздействия шума, и
обязывает работодателей:
- Воздействие шума при эквивалентном уровне ниже 80 дБА считается малоопасным, работодатель может ничего не делать.
- При эквивалентном уровне шума от 80 до 85 дБА выдавать работникам противошумы (и не требует их обязательного применения, так как считается, что риск утраты слуха небольшой);
- При шума от 85 до 87 дБА работодатели обязаны выдавать СИЗОС, а работники обязаны непрерывно их использовать;
- При шуме выше 87 дБА работа запрещена вообще, при любом ослаблении шума СИЗОС.

Для случаев воздействия шума Руководство Р 2.2.2006-05 устанавливает классы (подклассы) труда (табл. 4. в разделе 5.4.3.2):
- Не выше 1 ПДУ - допустимый (класс 2);
- Не выше (ПДУ+5 дБ) - вредный (класс 3.1);
- Не выше (ПДУ+15 дБ) - вредный (класс 3.2);
- Не выше (ПДУ+25 дБ) - вредный (класс 3.3);
- Не выше (ПДУ+35 дБ) - вредный (класс 3.4);
- Выше (ПДУ+35 дБ) - опасный (класс 4).

Таким образом, научно обоснованные классы труда, разработанные советскими и российскими медицинскими специалистами, и учитывающие комплексное негативное действие шума на здоровье работников (а не только на чувствительность органов слуха) более подробны и детальны чем их иностранные аналоги.

## Снижение классов труда путём выдачи работникам эффективных средств индивидуальной защиты
В СССР вопросами лечения и профилактики профессиональных заболеваний занимался Минздрав (где есть квалифицированные и опытные специалисты в области медицины), а несчастными случаями и травматизмом - профсоюзы.
После распада СССР неуклонный рост доли рабочих мест с вредными условиями труда, происходивший из-за использования совершенно неэффективных способов стимулирования работодателей улучшать условия труда; износа оборудования и средств коллективной защиты; оттока специалистов в коммерческие структуры; и нехватки средств у предприятий, находившихся на грани банкротства, достиг к 2014 г. слишком большой степени - порядка 40% по всей стране и всем отраслям. Минтруд РФ, тесно связанный с лоббистской Ассоциацией СИЗ, предложил качественно новый способ изменить ситуацию - снижать классы труда путём выдачи работникам средств индивидуальной защиты, как недорогого, но эффективного способа сбережения здоровья. 
Мнение специалистов по гигиене и охране труда (примеры) было проигнорировано. 

Это позволило "достигнуть" цели - снижения доли работающих во вредных условиях. Так, благодаря тому, что критерии оценки условий труда стали отличаться от научно-обоснованных гигиенических принципов, доля рабочих мест с вредными условиями труда в, например, алюминиевой промышленности "снизилась" - в 10 раз (с 11,6 до 1,2 %); при подземной добыче руды — с 82,3 до 73,9 %; на предприятиях чёрной металлургии снижение достигало 50 % и выше (без какого-то значимого внедрения технических и/или технологических средств, способных снизить вредное воздействие на работников). И при этом на упомянутых предприятиях алюминиевой промышленности хроническая интоксикация соединениями фтора составила 38,7 %.
Это позволило работодателям снизить отчисления в Пенсионный фонд, уменьшить продолжительность отпуска и доплаты за вредность, увеличить длительность рабочей смены и повысить возраст выхода на пенсию у части работников, которым предоставлялись эти компенсации ранее. По сути, при декларируемом "переходе от компенсаций к профилактике" произошёл отказ от компенсаций, а степень повышения профилактики можно оценить с учётом следующих фактов.
1. Обеспечение работников бесплатными спецодежной, спецобувью и СИЗ начало внедряться в СССР с 1920-х. Для определения того, кому что выдавать, в первом приближении использовали название профессии (шахтёру и трактористу необходима разная спецодежда и СИЗ). Для определения того, кому что выдавать, составляли "Типовые отраслевые нормы ...", пример. Эти нормы постепенно улучшались, дополнялись, и за десятилетия достигли определённого совершенства, так, что в 1980-х ими достаточно полноценно охватывалось подавляющее большинство работников разных отраслей. И именно после этого была опубликована первая "Гигиеническая классификация труда". То есть, классы и подклассы труда были разработаны и применяли в отношении работников, полноценно обеспечивавшихся СИЗ.
2. Использование одной и той же модели СИЗ в одинаковых условиях при выполнении идентичной работы разными работниками может привести к очень разным результатам. Например, замена противогазных фильтров "по появлению запаха в маске" может быть успешной и своевременной у работника с хорошим обонянием, и может кончиться острым отравлением у его коллеги из-за меньшей чувствительности (а при предварительных и периодически х медосмотрах способность обнаруживать присутствие токсичного вещества по запаху не проверяется). Если бы в "Методике ..." были какие-нибудь средства для выявления тех именно работников, которые из-за индивидуальных особенностей оказывались надёжно защищены, то снижение подкласса труда именно для них можно было бы как-то понять. Но  таких средств в методике нет, а для оценки эффективности защиты используется мнение эксперта на основе изучения технической документации поставщика СИЗ (где в рекламных целях защитные свойства могут завышаться на порядки).
Также эти средства защиты являются товаром, продаваемом на рынке. Улучшение защиты работников с помощью эффективных СИЗ также значительно увеличило объём их продаж: за 2001-2018 гг. в 15 раз. В расходах предприятий на охрану труда доля затрат на СИЗ достигла 49,8%, на многих предприятиях - 70%. В РФ ведётся систематичная долгосрочная государственная поддержка для увеличения объёма продаж СИЗ.